# Zbigniew Matheisel
Zbigniew Matheisel (ur. 1922, zm. 2002) – polski inżynier elektryk. Absolwent z 1950 Politechniki Wrocławskiej. Od 1978 profesor na Wydziale Elektrycznym Politechniki Wrocławskiej.